# Paracobitis salihae
Paracobitis salihae — вид коропоподібних риб родини Nemacheilidae. Описаний у 2020 році.

## Назва
Вид названо на честь Саліхи Каї (1939-2015), покійної матері першого автора таксона.

## Поширення
Ендемік Туреччини. Відомий лише у невеликій річці Гьоксу, притоці річки Євфрат на півдні Анатолії.

## Опис
Відрізняється від інших видів Paracobitis тим, що має зрізаний хвостовий плавець і темно-коричневий мармурове забарвлення тіла.